# Pierre Malleveau
Pierre Malleveau (* 6. September 1889 in Le Bouscat; † 20. Januar 1942 in Bordeaux) war ein französischer Autorennfahrer. 

## Karriere als Rennfahrer
Pierre Malleveau war in seiner Karriere zweimal beim 24-Stunden-Rennen von Le Mans am Start. Bei der ersten Veranstaltung dieses 24-Stunden-Rennens 1923 fuhr er gemeinsam mit André Milhaud einen Werks-Georges Irat 4/A3 an die 29. Stelle der Gesamtwertung. 1924 endete die Fahrt nach 42 Runden durch technischen Defekt. Sein Teampartner war Jean Dourianou.

## Statistik

### Le-Mans-Ergebnisse
| Jahr | Team                        | Fahrzeug          | Teamkollege    | Platzierung | Ausfallgrund |
| ---- | --------------------------- | ----------------- | -------------- | ----------- | ------------ |
| 1923 | Automobiles Georges Irat    | Georges Irat 4/A3 | André Milhaud  | Rang 29     |              |
| 1924 | Automobiles Georges Irat SA | Georges Irat 4/A3 | Jean Douarinou | Ausfall     | Unfall       |